# Beihai
Beihai (chiń. 北海; pinyin Běihǎi) – miasto o statusie prefektury miejskiej w południowych Chinach, w regionie autonomicznym Kuangsi, port handlowy i rybacki nad Zatoką Tonkińską oraz port lotniczy Beihai-Fucheng. W 2010 roku liczba mieszkańców miasta wynosiła 368 271. Prefektura miejska w 1999 roku liczyła 1 395 164 mieszkańców. Ośrodek przemysłu rybnego, maszynowego, rafineryjnego, chemicznego i stoczniowego. Stolica rzymskokatolickiej diecezji Beihai.

## Miasta partnerskie
- Suva, Fidżi
- Gold Coast, Australia
- Tulsa, Stany Zjednoczone
- Yatsushiro, Japonia